# Löffelsberg
Der Löffelsberg ist ein 445 m ü. NN hoher Berg im östlichen Wasgau, wie der Südteil des Pfälzerwaldes auch genannt wird.

## Lage
Der Berg befindet sich komplett auf der Gemarkung der Gemeinde Busenberg und liegt etwa zwei Kilometer nordöstlich von deren Siedlungsgebiet. Zwei Kilometer westlich liegt Schindhard, ebensoweit entfernt im Osten Oberschlettenbach. Im Norden liegt das Bärenbrunner Tal mit dem historischen Bärenbrunnerhof.

## Charakteristika
Der Löffelsberg ist von Mischwald bedeckt.  An seiner Ostflanke entspringt der Erlenbach. In West-Ost-Richtung führt ein Fußweg über seinen Gipfel, der Bestandteil des Erlebniswegs Busenberger Holzschuhpfad ist. Von hier aus hat man eine gute Aussicht auf Burg Drachenfels.
Der Ostgrat des Löffelsbergs ist ebenso wie der Südabhang von bis zu 26 Meter hohen Buntsandsteinfelsen geprägt, die als Klettergarten genutzt werden. Hier sind insgesamt 16 Kletterrouten bis zum Schwierigkeitsgrad VI (UIAA) zu finden.